# Violette Verdy
Pour les articles homonymes, voir Verdy et Guillerm.
Violette Verdy, née Nelly Armande Guillerm le 1er décembre 1933 à Pont-l'Abbé et morte le 8 février 2016,, à Bloomington en Indiana, est une danseuse et directrice de ballet française.

## Biographie
Après une formation en danse classique à Paris, auprès de Madame Rousanne (Rousanne Sarkissian) et Victor Gsovsky, professeurs russes très réputés qui formèrent aussi Françoise Adret et Maurice Béjart, Violette Verdy débute aux ballets des Champs-Élysées en 1945 et se produit avec les ballets de Marigny en 1952, puis rejoint Roland Petit aux ballets de Paris l'année suivante.
Soliste au London Festival Ballet en 1954 et 1955, elle est notamment invitée à l'American Ballet Theatre, puis fait carrière au New York City Ballet de 1958 à 1976 qui à l'époque était dirigé par Georges Balanchine. Elle devient directrice de la danse au ballet de l'Opéra de Paris de 1977 à 1980, puis codirige le Boston Ballet. Et en devient la directrice en 1980, c'est la première femme à occuper ce poste.
Violette Verdy a été aussi actrice dans la compagnie de Madeleine Renaud et Jean-Louis Barrault (à la création de Malatesta de Henry de Montherlant) et a tourné des films en Amérique (en 1950, Dream Ballerina de Ludwig Berger et en 1954 The Glass Slipper de Charles Walters, chorégraphié par Roland Petit).
Pédagogue, elle contribue à la diffusion de la Méthode Balanchine dans le monde entier. Elle participe à de nombreux séminaires d'arts et humanités, à de nombreux jurys de danse et a été nommée Distinguished Professor à la Jacobs School of Music de l'université de l'Indiana à Bloomington dans l'Indiana.
Elle est également « Artistic Advisor » à la Rock School For Dance Education de Philadelphie.
Violette Verdy meurt le 8 février 2016 à Bloomington (Indiana) des suites d'un AVC.

## Principaux rôles
- Le Lac des cygnes
- L'Oiseau de feu
- Mademoiselle Julie de Birgit Cullberg (1958)

### Rôles créés pour elle
- Roland Petit
  -  Le Loup (1953)
- George Balanchine
  - Tchaikovsky Pas de deux (1960)
  - Liebeslieder Walzer (1960)
  - Émeraudes de Jewels (1967)
  - La Source (1968)
  - Sonatine (1975)
- Jerome Robbins
  - Dances at a Gathering (1969)
  - In the Night (1970)
  - Pulcinella (Balanchine-Robbins) (1972)

## Prix
- 1968 : Dance Magazine Award
- 2001 : CORPS Award
- 2007 : Prix Irène Lidova à la carrière[9]

## Distinctions
- 1971 : Chevalier de l'ordre des Arts et des Lettres[7]
- 2009 : Chevalier de la Légion d'honneur[7]

## Publications
- 1970 : Giselle : A Role for the Lifetime
- 1991 : Of Swans Sugarplums and Satin Slippers
- 1991 : contribution au livre I Remember Balanchine, Francis Mason, Doubleday
- 1997 : préface au livre Getting Started in Ballet - A Parent's Guide to Dance Education d'Anna Paskevska
- 2003 : contribution au livre Rudolf Noureev à Paris (Présence d'un héros - p. 12), Éditions de La Martinière
- 2003 : contribution au livre Balanchine : Celebrating a Life in Dance, Costas, Tide-Mark Press
- 2003 : contribution au livre Grace under pressure : passing dance through time, Proscenium Publishers, Inc.
- 2008 : contribution au livre Balanchine then and now, Sylph Editions (p. 101-109 Violette Verdy in conversation with Ann Hogan)
- 2008 : préface au livre Suki Schorer et la technique Balanchine, Gremese 2009

### Vidéographie
- Violette Verdy, l'héritage de George Balanchine Arte, 7 janvier 2006
- Violette Verdy : the Artist Teacher at Chautauqua Institution, 2009

### Cinéma
- 1950 : Ballerina de Ludwig Berger, avec Philippe Nicaud, Gabrielle Dorziat, Micheline Boudet, Henri Guizol, Nicolas Orloff, Romney Brent et Maurice Gilmer
- 1990 : Comme les oiseaux de Dominique Delouche avec Monique Loudières, Patrick Dupond, Manuel Legris, Jiri Kylian.
- 2001: Violette & Mr B. de Dominique Delouche avec Isabelle Guérin, Élisabeth Maurin, Lucia Lacarra.
- 2009: Balanchine in Paris de Dominique Delouche avec Nicolas LeRiche, Elisabeth Platel, Isabelle Ciaravola, Hervé Moreau.